# Figaró-Montmany
Figaró-Montmany è un comune spagnolo di 873 abitanti situato nella comunità autonoma della Catalogna.